# 林氏帚齒非鯽
林氏帚齒非鯽，為輻鰭魚綱鱸形目隆頭魚亞目慈鯛科的其中一種，被IUCN列為極危保育類動物，分布於非洲喀麥隆西部Barombi Mbo湖流域，雄魚在繁殖期體呈金屬綠色，雌魚為銀灰色，體長可達18.5公分，棲息在水底，成群活動，以昆蟲幼蟲及小魚為食，生活習性不明。

## 擴展閱讀
維基物種上的相關：林氏帚齒非鯽